# Coenonympha belisaria
Coenonympha belisaria är en fjärilsart som beskrevs av Achille Guenée 1910. Coenonympha belisaria ingår i släktet Coenonympha och familjen praktfjärilar. Inga underarter finns listade i Catalogue of Life.